# Трамвај у Падови
Трамвај у Падови (итал. Tranvia di Padova) су функцији од 2007., дуга је 10,3 км и састоји се од једне линије, која повезује север и југ, долази до главне станице и затим пролази поред историјског центра града.

## Историја
Пошто је историјска трамвајска пруга затворена 1954., први предлози за поновно увођење трамваја у Падови појавили су се 1990. Међутим, тек 1995. општини Падова су одобрени државни доприноси (укупни трошкови процењени на 61,3 милиона евра) предвиђени законом 211 од 26. фебруара 1992. (подршка системима масовног брзог транспорта). 
Како се градско веће променило након избора 1999., није уследио никакав уговор. Да би се избегло губљење државног финансирања, формиран је технички комитет за прераду пројекта. Сачинио је нови план урбане мобилности, узимајући у обзир страх локалне опозиције од ружних надземних водова и шина на градским улицама. Нови планови су се односили на „интегрисани транспортни систем који користи путеве“.
На јавном тендеру у целој Европи за изградњу садашње линије СИР 1 победио је конзорцијум уз два обећања: возила треба да имају волане који омогућавају да напусте шине, а бетонске водилице могу да користе обични аутобуси. Првобитни трошак је износио 53 милиона евра, али је током изградње повећан за додатних 15 милиона. Радови су започети 31. марта 2003. и завршени 2005., након чега је уследило тестирање и обука возача.
Комерцијални рад услуге у Падови почео је 24. марта 2007, дужина руте је била 6,7 км. 5. децембра 2009. линија је продужена на север, достигавши тако укупну дужину од 10,3 км.